# Гьобел
Гьобел (на турски: Göbel) е село в Мала Азия, Турция, Вилает Балъкесир. Гьобел е квартал в окръг Сусурлук на провинция Балъкесир. Гръбнакът на икономиката на селището, което е един от най-важните центрове за търговия с месо и карантии в Турция, е производството и търговията с карантии/продукт kokoreç, известен в цяла Турция като Göbel Kokoreci, и бизнесът с ресторанти с месо. Селището, което е и родният град на Katrancı Mehmet Pehlivan, един от главните борци на Османската империя, допринася за културата на борбата с масло, като всяка година е домакин на традиционната борба с масло Katrancı Mehmet Pehlivan. 
Докато в началото на 20 век е било гръцко православно/българско селище, днес е известно като румелско преселническо селище в Турция. Цялото му сегашно население се основава на балкански турци имигранти от произход Караманоглу, които са мигрирали от Османската империя. Българите и гърците в Гьобел са заселени първо в Шумен, Русчук и Правади през 1876 г., а през 1884 г. са заселени във варненските села Елезфъкъ (Доброплодно) и Яйла (Ягнило), като към тях са добавени българите и гърците от Мандър ( Мурадие) с. Сусурлук с тях.
С бартерното споразумение, сключено под ръководството на османския главен борец на име Катранджи Мехмет Пехливан, османските турци в Шумен, Русе, Правади, Варна и Пловдив са заселени в Гьобел и околностите му от 1876 г. Днес сто процента от местното население, живеещо в региона, се състои от мюсюлмани от турски произход, дошли като имигранти от Балканите. Има много руини от стари християнски гробища в района между квартала, където някога се е намирало старото основно училище Göbel, и квартала, известен като „Kavakbayırı“ от обществеността. Името на този район все още се нарича "Maşatlık" от местните хора.
Докато Göbel е селище в провинция Hüdâvendigâr (Бурса) на Османската империя по време на османския период, то става град в Bandırma до 1930 г. След това е свързан с квартал Susurluk на Balıkesir. Става град с получаването на статут на община на 24 ноември 1952 г. На 12 ноември 2012 г. със закон № 6360, приет от Великото народно събрание на Турция, той става квартал на окръг Балъкесир. Гьобел е едно от най-символичните места за производство на червено месо и карантии в Балъкесир в историята на турската гастрономия, а видът кокореч, наречен „Balıkesir Göbel Kokoreci“, въведен в Турция от балканските имигранти Гьобели, се счита за достоен да получи географска указание от Турското ведомство за патенти и търговски марки. В същото време Балъкесир, който има географско указание, е най-специфичният център за производство на къдрави и мериносови хибридни „безопашати млечни агнета“ от времето на Османската империя.

## История
В 18 и 19 век Гьобел е едно от големите и будни села на малоазийските българи.
Българското население на Гьобел се изселва в България в периода 1879 – 1884 година.